# Station Bellarena
Station Bellarena  is een spoorwegstation in Bellarena een plaatsje aan de noordkust in het  Noord-Ierse graafschap Derry zo'n 10 kilometer ten noorden van Limavady. Het station ligt aan de lijn Belfast - Derry. Volgens de dienstregeling 2015 rijdt op werkdagen iedere twee uur een trein in beide richtingen.